# Histoire des deux Indes
L’Histoire philosophique et politique des établissements et du commerce des Européens dans les deux Indes, plus communément connue sous le nom d’Histoire des deux Indes, est une encyclopédie historique, géographique, économique, philosophique et politique sur la question coloniale.
Rédigée par de nombreux collaborateurs, dont l'abbé Raynal et Diderot, dénonçant la colonisation et l'esclavage, elle connaît un succès considérable, malgré les condamnations du Parlement de Paris et de la Faculté de théologie.

## Résumé
« L'Histoire philosophique des Indes parle de tout ce qui existe au monde : elle enseigne comment se font les conquêtes, les invasions, les fautes, les colonies, les faillites, les fortunes. L'auteur vous donne l'histoire naturelle et morale de toutes les nations ; il y parle de commerce, de marine, de thé, de café, de porcelaine, de mines, de sel, d'épices, des Portugais, des Anglais, des Français, des Hollandais, des Danois, des Espagnols, des Arabes, des caravanes, des Persans, des Indiens, de Louis XIV et du roi de Prusse, de La Bourbonnais et de Dupleix... de riz et de femmes qui dansent toutes nues, de camelot... de millions de livres, de roupies, de cauris, de câbles de fer et des Circassiennes, de Law et du Mississipi, et par-dessus tout, des gouvernements et des religions. »

— Horace Walpole

## Structure
L’Histoire des deux Indes est divisée en dix-neuf livres. Les livres I à V traitent de l’expansion des nations européennes dans les Indes orientales dans l’ordre chronologique de leur entrée en scène : Portugal, Hollande, Angleterre, France. Le livre V regroupe l’histoire du Danemark, de la Suède, des Pays-Bas, de la Prusse et de la Russie. Les livres VI à IX présentent la colonisation du Mexique, du Pérou, du Chili, du Paraguay et du Brésil. Consacrés aux Antilles, les livres X à XIV étudient et condamnent la traite des Noirs et l’esclavage. Les livres XV à XVIII sont dédiés à la colonisation de l’Amérique du Nord. Le livre XIX est un bilan et un tableau philosophique et politique de l’Europe à l’issue de ces trois siècles de colonisation européenne.
L'ouvrage est ainsi un assemblage de faits historiques et économiques souvent développés dans le plus grand détail, d’inventaires chiffrés particulièrement précis, entrecoupés de développements philosophiques et politiques. Sa structure est tout à la fois narrative, analytique et argumentative ; son propos est historique, géographique, économique, philosophique et politique, ce qui en fait une somme sur la question coloniale.

## Composition

### Contexte
La genèse de l'Histoire des deux Indes est liée aux discussions du milieu des années 1760 concernant les rapports de la France avec ses colonies, surtout antillaises, et à la question de l’Exclusif. Il s’agit de sortir de l’impasse dans laquelle se trouve la politique coloniale après le Traité de Paris, question à laquelle réfléchit Choiseul, alors ministre de la marine et des colonies, « à la politique vigoureuse, mais parfois confuse. »  Dans ces années, la Compagnie des Indes était sur la sellette. Fruit du système des sociétés à monopole, cette institution vieillissait et le pouvoir royal songeait à la réformer, voire à la supprimer pour reprendre en direct la gestion des colonies. Faut-il confier la culture des colonies à des esclaves ou à une main-d’œuvre libre ? Le débat est vif : certains administrateurs des colonies antillaises, partisans de l’esclavage tel Pierre-Victor Malouet, s’opposent pour des raisons économiques à ceux qui veulent confier l’exploitation des colonies à des hommes libres, comme le préconise par exemple Ferdinand-Alexandre Bessner, qui propose d’affranchir les Noirs et de confier l’exploitation de la Guyane aux Indiens.
Dans un passage de la première édition, supprimé dans les suivantes, Raynal déclare vouloir simplement établir « le registre bien ordonné de l’état actuel des puissances maritimes et commerçantes qui ont des établissements en Amérique. » Mais tout change en 1780 avec la troisième édition : au simple registre et à l’inventaire s'ajoute l’exercice de l’éloquence qui finit par donner naissance à une « machine de guerre » inattendue.

### Sources
La documentation est fournie par Étienne-François de Choiseul, ministre des Affaires étrangères puis de la guerre et de la marine à partir de 1761 ; par Dubucq, premier commis de la Marine ; par Joseph François Dupleix, gouverneur de Pondichéry ; par Bertrand-François Mahé de La Bourdonnais, gouverneur des Mascareignes ; par Pierre-Victor Malouët, planteur à Saint-Domingue ; par des négociants du Havre et de Saint-Malo ; par les frères Monneron ; par le fermier général Jacques Paulze ; par le comte portugais de Souza ; par le comte espagnol d’Aranda. Des savants sont mis à contribution, comme le botaniste Antoine-Laurent de Jussieu qui donne des éléments sur la pitaya, l’aloès, le cocotier, la rhubarbe, le ginseng, le rouco, le mancenillier, ou la pulque.
Sont utilisés — voire pillés — de nombreux ouvrages : Les Recherches philosophiques sur les américains de Corneille de Pauw ; L’Homme moral de Pierre-Charles Levesque ; l'Histoire générale des voyages de l'abbé Prévost, le Voyage d’un philosophe de Pierre Poivre, les ouvrages de Pierre-François-Xavier de Charlevoix sur l'Amérique et  Le Sens commun de Thomas Paine – qui s'en plaindra amèrement.
Dans le texte, il n'y a ni références, ni citations, ni discussions critiques sur les sources, et aucun guillemet. Tout est résumé, condensé, parfois détourné. Raynal est un « industrieux compilateur moins soucieux de faire vrai et vivant que de cacher ses larcins. », mais doté d'un certain courage, sans doute d'un désir effréné de célébrité et cherchant peut-être « les honneurs du martyre. »
Si la plupart des pages de géographie et d'histoire naturelle de l'Histoire des deux Indes utilisent des dictionnaires spécialisés, tels le Dictionnaire géographique, historique et critique de Bruzen de La Martinière pour la description des colonies, ou le Dictionnaire universel de commerce de Savary des Brûlons pour celle des produits coloniaux, à l'inverse certains de ses chapitres seront repris dans les dictionnaires de la fin du siècle :  le Dictionnaire des origines de Pierre Adam d'Origny récrit ainsi l'introduction de l'Histoire des deux Indes dans son article Commerce et emprunte au cinquième livre une partie de son article Thé . Le même article dans l'Encyclopédie méthodique reprend la version écrite par Antoine-Laurent de Jussieu pour la troisième édition, qui mêle aux sources livresques traditionnelles des considérations inédites tirées des études en cours au Jardin du Roi et à l'Académie des sciences.

### Rédacteurs

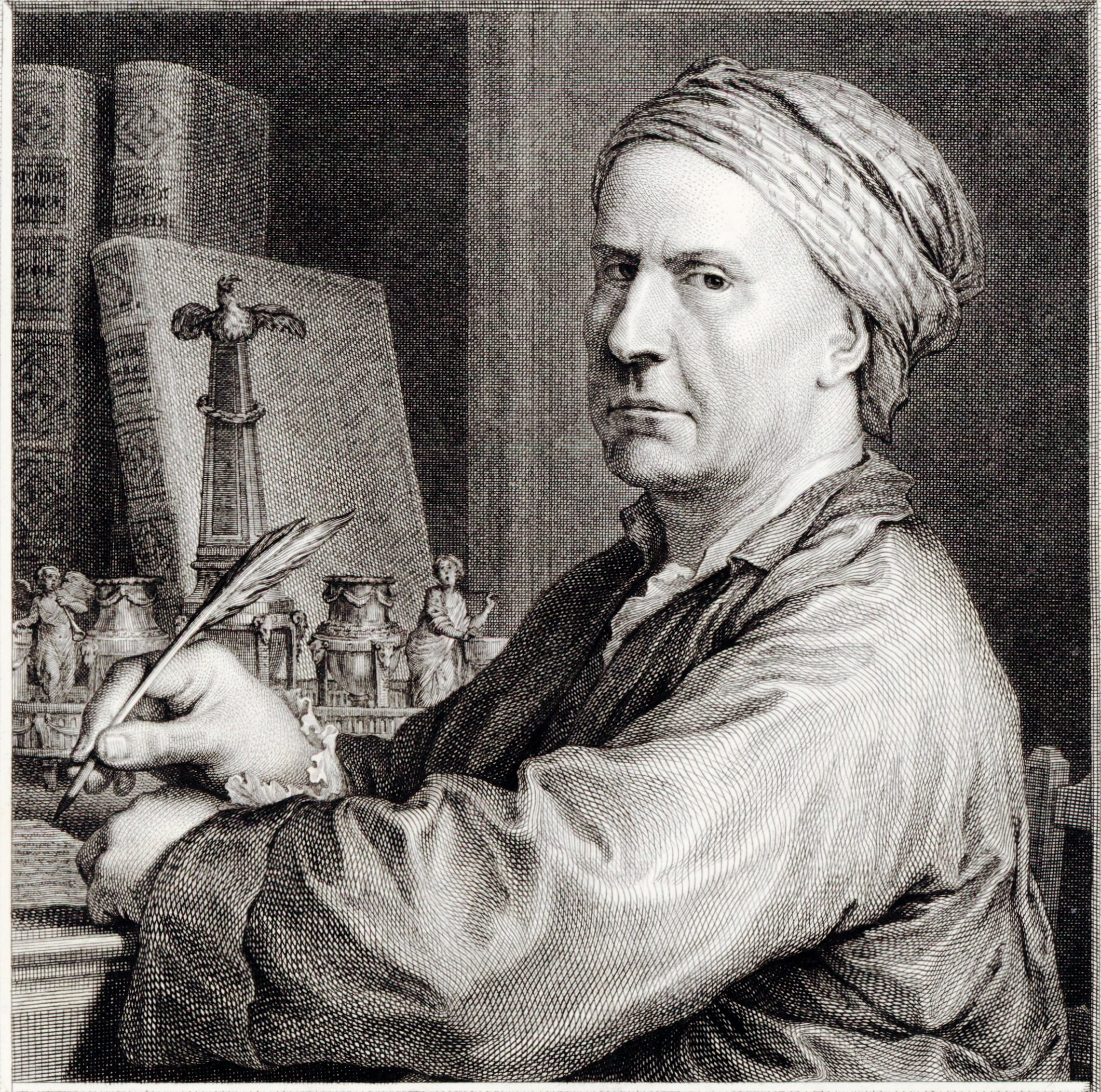
Portrait de Guillaume-Thomas Raynal ornant la troisième édition de l’Histoire des deux Indes.

Bien que publiée anonymement pour les deux premières éditions, et signée par le seul Raynal pour la troisième, l'Histoire des deux Indes est le fruit d'un travail collectif, comme celui de l'Encyclopédie, à la différence que ses textes ne sont pas signés, ce qui rend l'attribution difficile et incertaine.
Outre Raynal, qui joue le rôle de chef d'orchestre et de rédacteur en chef, ont pu être identifiés Antoine Léonard Thomas ; Jean-François de Saint-Lambert ; Charles-Benoît de Guibert ; Paul Thiry d'Holbach ; Joseph-Louis Lagrange ; Jacques-André Naigeon ; Jean de Pechméja ; Valadier ; Jean Pestré ; Bonnaterre ; Alexandre Deleyre et Diderot, ces deux derniers « abattant à eux deux plus de besogne que tous les autres ensemble. »   
Deleyre, auteur de l’article Fanatisme dans l’Encyclopédie, rédige pour la première édition les chapitres sur la découverte de l’Amérique, les Guaranis, les Indiens du Brésil, le début du chapitre XVI consacré à la colonisation de l'Île du Cap-Breton et à la Forteresse de Louisbourg, ainsi que le chapitre conclusif. Pechméja donne la première version des chapitres consacrés à la traite, à l’esclavage, en remettant en cause le principe même de la colonisation « Tout mon sang se soulève à ces images horribles, je hais, je fuis l’espèce humaine composée de victimes et de bourreaux, et si elle ne doit pas devenir meilleure, puisse-t-elle s’anéantir ? »

### Diderot

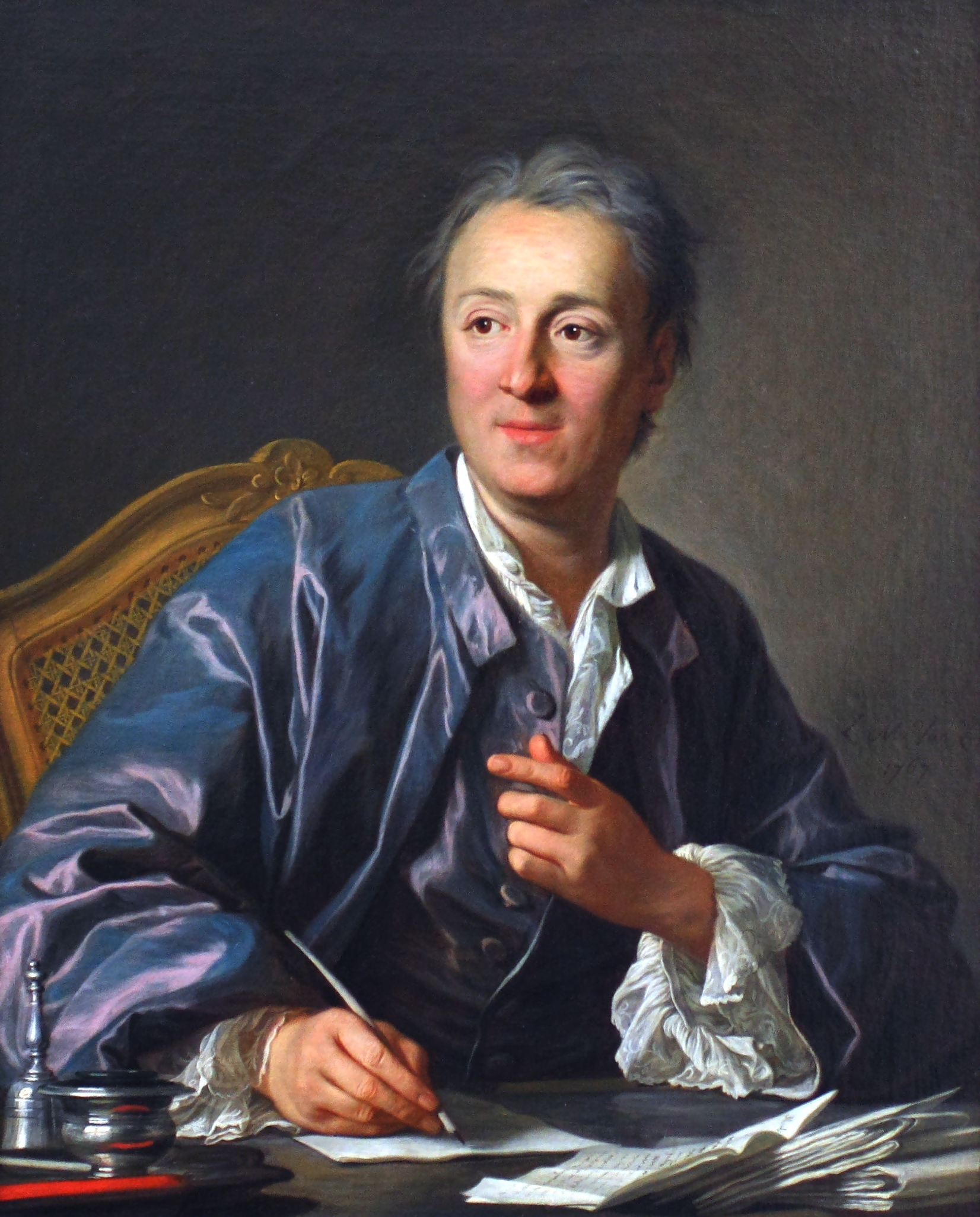
Portrait de Denis Diderot, 1767.

Diderot participe peu aux deux premières éditions, mais fournit une contribution substantielle à la troisième, qu'il oriente dans un sens philosophique et politique. Raynal lui avait demandé de revoir le style de l'ouvrage, ce à quoi Diderot avait objecté que l’on ne pouvait pas améliorer l’écriture sans une réflexion sur le fond.
Ses nombreuses contributions, même si elles ne sont pas toutes identifiables, se retrouvent dans ses œuvres : Fragments politiques sur les Chinois, Réfutation de l’ouvrage d’Helvétius intitulé L’Homme, Parallèle de l’Histoire ancienne et moderne, Fragments politiques.
Si les collaborateurs de Raynal ne soutiennent pas toujours les mêmes thèses, tous se conforment aux règles du style universitaire et académique. Tous sauf justement Diderot. « Avec lui, tout à coup, l’Histoire acquiert un auteur, s’entend un personnage qui dit Je, qui brise avec l’impersonnalité du penseur objectif, un Moi qui s’affirme – et qui déclame parfois. Ainsi s’installe une sorte d’agitation qui met tout en mouvement ; le livre digne et sérieux devient lui aussi le champ ouvert de dialogues et débats. »  Ses discours passionnés, ses éloges, ses lamentations, ses mises en garde, ses prophéties, les opinions de femmes comme Polly Baker ou Eliza Draper, d'esclaves, de sages, tout cela s'adresse à la conscience du lecteur.
Les désaccords entre Raynal et Diderot sont parfois fondamentaux et portent autant sur le fond que sur la forme de l’histoire coloniale. Là où Raynal souhaite une simple présentation historique, géographique ou économique, Diderot étudie les faits historiques et économiques au prisme des principes politiques et philosophiques portant sur la morale plus que sur l'économie. Ce désaccord est si profond et si fondamental que l’Histoire des deux Indes porte la trace de cette confrontation quand elle exprime des positions divergentes. Ainsi, les chapitres XXII et XXIII du livre XI, qui précèdent la condamnation de l'esclavage par Diderot, critiquent ses abus, mais ne le proscrivent pas. Ils prônent au contraire une amélioration du sort des esclaves qui paraît indispensable à la pérennité de la pratique.
Même situation pour ce qui concerne la Chine : Raynal rédige le chapitre XX du Livre I, intitulé État de la Chine selon ses panégyristes, Diderot le chapitre suivant intitulé État de la Chine selon ses détracteurs. L'arbitrage entre ces deux opinions opposées est renvoyé explicitement au lecteur : « on vient de soumettre à vos lumières les arguments des partisans et des détracteurs de la Chine. C’est à vous de prononcer. »
Pierre-Victor Malouët, dans ses Mémoires, rapporte que Raynal lui « confie ses regrets d’avoir abandonné à Diderot la refonte de son grand ouvrage, où celui-ci a inséré toutes les déclamations qui le déparent. » Mais il en espérait cependant un succès accru.
Les tonalités sont également différentes entre Diderot et Deleyre. S'ils s’accordent sur le thème du bonheur commun et de la définition des actions morales comme celles qui sont utiles à la société, Deleyre, en prônant une autre idée du bonheur, en s’attaquant au culte du travail et de l’activité, met incidemment en cause la notion de propriété et le droit d’être riche.
Après avoir rédigé une longue apostrophe à l’antique destinée à Louis XVI, Diderot écrit un long développement sur la Russie. Partant du constat que sa civilisation est encore à réaliser, il décrit les « changements indispensables » à son progrès, analyse les « obstacles qui s’opposent à [sa] prospérité », les « moyens qu’on pourrait employer pour les surmonter » et expose un véritable plan de civilisation de la nation, celui-là même que Diderot proposa à Catherine II dans leurs entretiens pétersbourgeois de 1773-1774 . Ce plan préconise la tolérance religieuse, la réforme de la législation avec la mise en place d’un « corps de lois qui établisse solidement la félicité publique ». Il réclame la création d’écoles où seront instruits les enfants de la noblesse et du peuple. Il exige surtout qu’on « change la forme du gouvernement », c’est-à-dire que la tsarine abandonne le despotisme et abolisse le servage. Il prône enfin la création d’un « tiers état », classe intermédiaire entre la noblesse et les serfs, « sans lequel il n’y eut jamais chez aucun peuple, ni arts, ni mœurs, ni lumières. »

## Histoire éditoriale
Une première édition parait anonymement à Amsterdam en 1770, mais n'est diffusée qu'en 1772. Elle est réimprimée au moins quatre fois cette année-là et onze fois en 1773.
La seconde édition est toujours anonyme, mais accompagnée d'un portrait de Raynal, ce qui revendique sa paternité,  l’expose à des poursuites. Imprimée en 1774 à La Haye, elle se revendique meilleure que la précédente, « faite sur un manuscrit informe ou altéré. » Elle est réimprimée au moins quatorze fois entre 1774 et 1778 en différents formats.
Accompagnée de gravures de Charles-Nicolas Cochin, de tableaux et d’un atlas établi par Rigobert Bonne, signée cette fois par Raynal, la troisième édition est la dernière version publiée de son vivant. Destinée à une clientèle française aisée, bénéficiant d'une tolérance officieuse obtenue par le libraire Panckoucke, elle est réimprimée au moins onze fois entre 1781 et 1786, puis trois fois entre 1792 et 1793.
L’ouvrage de plus de 3 000 pages est débité en extraits, en abrégés, en anthologies pour adultes ou pour les enfants. Il est traduit en allemand, anglais, espagnol, hollandais, italien, danois, russe, polonais et suédois. Des extraits consacrés à l’histoire de l’insurrection des colonies anglaises en Amérique du Nord, sont publiés dans un ouvrage intitulé La Révolution de l’Amérique, qui connait 5 éditions en 1781 à Dublin, Londres et Amsterdam. Il est lui-même traduit en anglais, allemand, hollandais et italien.
À sa mort en 1796, Raynal prépare une refonte de son ouvrage, avec une actualisation jusqu'en 1788. C'est sur cette base qu'est réalisée l'édition de 1820-1821. L'apostrophe à Louis XVI disparaît, ainsi que le paragraphe proclamant que rien au monde ne peut justifier l’esclavage. Même si celui réclamant la réforme du Code noir est maintenu, ce n'est plus l’anti-esclavagiste qui a le dernier mot comme en 1780, mais l’esclavagiste. Raynal s'est largement éloigné des conceptions de Diderot :  « Je crois que ceux-ci [les noirs], jusqu’à ce qu’il s’élève parmi eux un Montesquieu, sont encore plus rapprochés de la condition d’hommes raisonnables en devenant nos laboureurs [esclaves] qu’en restant dans leur pays soumis à tous les excès du brigandage et de la férocité. »
Ces modifications sont cohérentes avec le changement de position de Raynal qui, dans une Adresse à l'Assemblée nationale du 31 mai 1791, condamne les idées révolutionnaires et remet en cause les principaux développements philosophiques et politiques de l'Histoire des deux Indes. Robespierre ne met fin au tollé général qu'en évoquant le « grand âge de ce vieillard vénérable » qui serait manipulé par les ennemis de la Révolution.

## Diffusion

### Condamnations

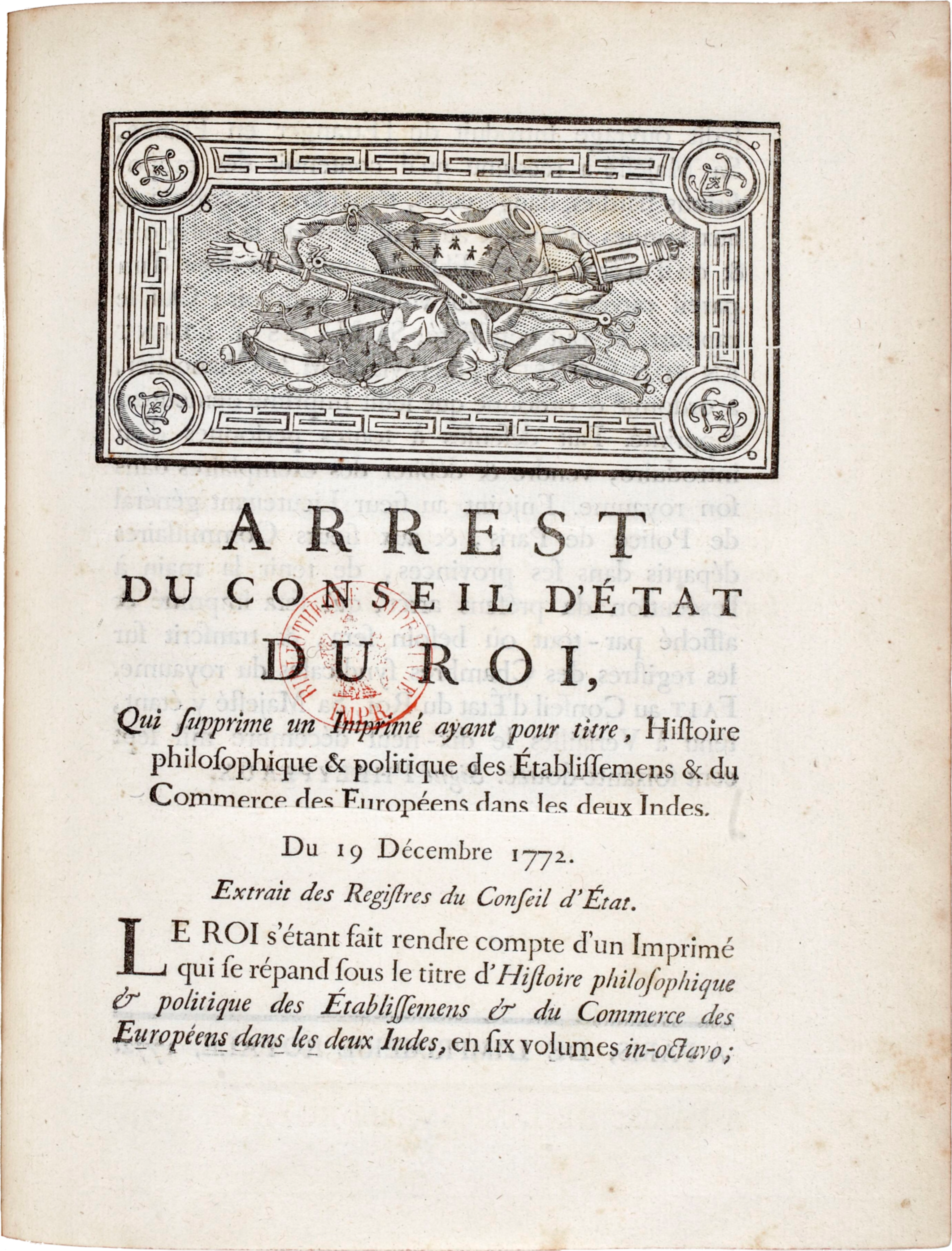
Arrêt du conseil d’État supprimant l’Histoire des deux Indes, le 19 décembre 1772.

L'édition de 1770 est interdite dès le début de sa diffusion, car elle contient « des propositions hardies, dangereuses, téméraires et contraires aux bonnes mœurs et aux principes de la religion.»
Celle de 1780 est condamnée à être lacérée et brûlée comme « ouvrage impie, blasphématoire, séditieux, tendant à soulever et à renverser les principes fondamentaux de l’ordre civil ». Décrété de prise de corps, Raynal est contraint à l’exil. Il séjourne en Belgique, en Allemagne et en Suisse de 1781 à 1784, revient en France en juillet 1784, s’installe dans le midi de la France car il est interdit de séjour dans la capitale : à Toulon jusqu’en 1786, puis à Marseille de 1786 à 1790. Il retourne dans la région parisienne en 1791, lorsqu’un arrêt de l’Assemblée nationale, du 15 août 1791, casse le décret de prise de corps rendu contre lui par le Parlement de Paris en mai 1781.

### Réception
L'Histoire des deux Indes est l'un des best-sellers de la fin du XVIIIe siècle, au même titre que Candide, l'Encyclopédie ou La Nouvelle Héloïse. Sa condamnation ne contribue pas peu à son succès, d'autant plus que de nombreux extraits figurent dans l'Arrêt d'interdiction de la Cour de Parlement, et encore plus dans la Censure de la Faculté de théologie de Paris. Il est lu par la majorité de ses lecteurs contemporains comme un ouvrage de philosophie politique qui abandonne toute distance réflexive, mais se charge de juger, de condamner ou de disculper, et d’inciter à l’action.

Certains sont circonspects, comme Turgot, qui se plaint des contradictions de l'ouvrage : 

« J’avoue qu’en admirant le talent de l’auteur et son ouvrage, j’ai été un peu choqué de l’incohérence de ses idées, et de voir les paradoxes les plus opposés mis en avant et défendus avec la même chaleur, la même éloquence, le même fanatisme. »

Grimm est scandalisé par le « ton » de l’Histoire des deux Indes, c’est-à-dire par les passages où Diderot prête aux non-Européens des discours et des situations romancés, sinon entièrement inventés. Selon Diderot, Grimm n’a rien compris au devoir de l’historien, surtout celui d’un historien qui raconte une histoire « inouïe » jusqu’alors : 

« Il ne me déplaît nullement que l’historien de la découverte d’un monde nouveau, ayant à parler d’un phénomène inouï, ait un ton qui ne soit qu’à lui. Du moins il ne sera pas compté dans le troupeau servile des imitateurs. »

## Extraits
- Adresse à Louis XVI : « Jette les yeux sur la capitale de ton empire et tu y trouveras deux classes de citoyens. Les uns, regorgeant de richesses, étalent un luxe qui indigne ceux qu'il ne corrompt pas. Les autres, plongés dans l'indigence, l'accroissent encore par le masque d'une aisance qui leur manque. Car telle est la puissance de l'or, quand il est devenu le dieu d'une nation, qu'il supplée à tout talent, qu'il remplace toute vertu. Au milieu de ce ramas d'hommes dissolus, tu verras quelques citoyens laborieux, dans un état où ils existent sans honneur civil et sans sécurité. [...] Regarde comme le plus dangereux des imposteurs, comme l'ennemi le plus cruel de notre bonheur et de ta gloire, le flatteur impudent qui ne balancera pas à t'assoupir dans une tranquillité funeste, soit en affaiblissant à tes yeux la peinture affligeante de ta situation, soit en t'exagérant l'indécence, le danger, la difficulté de l'emploi des ressources qui se présenteront à ton esprit.  Tu entendras murmurer autour de toi. Cela ne se peut. Et quand cela se pourrait, ce sont des innovations. [...] L'art de gouverner est-il le seul qu'on ne puisse perfectionner ? L'assemblée des états d'une grande nation, le retour à la liberté primitive, l'exercice respectable des premiers actes de la justice naturelle, serait-ce donc des innovations ? » Livre IV, chapitre XVIII.
- Esclavage : « Il n'est point de raison d'état qui puisse justifier l'esclavage. [...] À qui, barbares, ferez-vous croire qu'un homme peut être la propriété d'un souverain ; un fils, la propriété d'un père ; une femme, la propriété d'un mari ; un domestique, la propriété d'un maître ; un nègre, la propriété d'un colon ? Être superbe et dédaigneux qui méconnais tes frères, ne verras-tu jamais que ce mépris rejaillit sur toi ? [...] Hâtons-nous donc de substituer à l'aveugle férocité de nos pères les lumières de la raison et les sentiments de la nature. Brisons les chaînes de tant de victimes de notre cupidité, dussions-nous renoncer à un commerce qui n'a que l'injustice pour base, et que le luxe pour objet. » Livre XI, chapitre XXIV
- Lois : « La loi ne commande à personne ou commande à tous. Devant la loi, ainsi que devant Dieu, tous sont égaux. Le châtiment particulier ne venge que l’infraction de la loi ; mais le châtiment du souverain en venge le mépris. Qui osera braver la loi, si le souverain même ne la brave pas impunément ? » Livre I, chapitre XV.
- Principes : « L’État, ce me semble, n’est point fait pour la religion, mais la religion est faite pour l’État. Premier principe. L’intérêt général est la règle de tout ce qui doit subsister dans l’État. Deuxième principe. Le peuple, ou l’autorité souveraine dépositaire de la sienne, a seul le droit de juger de la conformité de quelque institution que ce soit avec l’intérêt général. Troisième principe. » Livre XIX, chapitre II.
- Raison :« Le moment approche où la raison, la justice et la vérité vont arracher des mains de l’ignorance et de la flatterie une plume qu’elles n’ont tenue que trop longtemps. Tremblez, vous qui repaissez les hommes de mensonge, ou qui les faites gémir sous l’oppression. Vous allez être jugés. » Livre XI, chapitre X
- Religion : « La religion fut partout une invention d’hommes adroits et politiques, qui ne trouvant pas en eux-mêmes les moyens de gouverner leurs semblables à leur gré, cherchèrent dans le ciel la force qui leur manquait, et en firent descendre la terreur. Leurs rêveries furent généralement admises dans toute leur absurdité. Ce ne fut que par le progrès de la civilisation et des lumières, qu’on s’enhardit à les examiner et qu’on commença à rougir de la croyance. » Livre I, chapitre VIII.
- Traite négrière : « Voyer cet armateur qui, courbé sur son bureau, règle, la plume à la main, le nombre des attentats qu'il peut faire commettre sur les côtes de Guinée ; qui examine à loisir, de quel nombre de fusils il aura besoin pour obtenir un nègre, de chaînes pour le tenir garrotté sur un navire, de fouets pour le faire travailler ; qui calcule, de sang-froid, combien lui vaudra chaque goutte de sang, dont cet esclave arrosera son habitation  ; qui discute si la négresse donnera plus ou moins à la terre par les travaux de ses faibles mains que par les dangers de l'enfantement » Tome 3, Livre XI, page 195[38].

## Éditions

### Éditions en ligne
- 1770 : Histoire philosophique et politique des établissemens & du commerce des européens dans les deux Indes, Amsterdam, [s.n.], 1770, 6 vol., in-8°. Tome I. Tome II. Tome III. Tome IV. Tome V. Tome VI.
  - Arrêt du conseil d'état qui supprime un imprimé ayant pour titre Histoire philosophique et politique des établissements et du commerce des Européens dans les deux Indes, 19 décembre 1772. Lire en ligne
- 1773 : Atlas portatif pour servir l'intelligence de l'histoire philosophique et politique des établissements et du commerce des Européens dans les deux Indes , Amsterdam, 1773. Lire en ligne
- 1774 : édition en 7 volumes chez Gosse à La Haye. Lire en ligne
- 1780 : Histoire philosophique et politique des établissemens et du commerce des Européens dans les deux Indes, Genève, Jean-Léonard Pellet, 1780, 5 vol. in-4°.
  - Tome I[18] : Livre I : Découvertes, guerres et conquêtes des Portugais dans les Indes Orientales. Livre II : Établissements, guerres, politique et commerce des Hollandais dans les Indes Orientales. Livre III : Établissements, commerce et conquêtes des Anglais dans les Indes Orientales. Livre IV : Voyages, établissements, guerres et commerces des Français dans les Indes Orientales. Livre V : Commerce du Danemark, d'Ostende, de la Suède, de la Prusse, de l'Espagne, de la Russie aux Indes Orientales ; Questions importantes sur les liaisons de l'Europe avec les Indes.
  - Tome II : Livre VI : Découverte de l'Amérique ; Conquête du Mexique ; Établissements espagnols dans cette partie du Nouveau-Monde. Livre VII : Conquête du Pérou par les Espagnols ; Changements arrivés dans cet empire, depuis qu'il a changé de domination. Livre VIII : Conquête du Chili et du Paraguay par les Espagnols ; Détail des événements qui ont accompagné et suivi l'invasion ; Principes sur lesquels cette puissance conduit ses colonies. Livre IX : Établissements des Portugais dans le Brésil ; Guerres qu'ils y ont soutenues ; Productions et richesses de cette colonie.
  - Tome III. Livre X : Établissement des nations européennes dans le grand Archipel de l'Amérique. Livre XI : Les Européens vont acheter en Afrique des cultivateurs pour les Antilles ; Manière dont on fait ce commerce ; Productions dues aux travaux des esclaves. Livre XII : Établissements des Espagnols, des Hollandais et des Danois dans les îles de l'Amérique. Livre XIII : Établissements des Français dans les îles de l'Amérique. Livre XIV : Établissements des Anglais dans les îles de l'Amérique.
  - Tome IV. Livre XV : Établissements des Français dans l'Amérique septentrionale ; Sur quelle base portait l'espoir de leur prospérité ? ; Que produisirent ces combinaisons ? Livre XVI : Un nouvel ordre des choses s'établit dans les colonies françaises de l'Amérique septentrionale ; À quoi aboutissent ces nouvelles combinaisons ? Livre XVII : Colonies anglaises de la baie d'Hudson, du Canada, de l'Isle Saint-Jean, de Terre-Neuve, de la Nouvelle-Écosse, de la Nouvelle-Angleterre, de la Nouvelle-York, de la Nouvelle-Jersey. Livre XVIII : Colonies anglaises fondées dans la Pennsylvanie, dans le Maryland, dans la Virginie, dans la Caroline, dans la Géorgie et dans la Floride ; Considérations générales sur tous ces établissements. Livre XIX : Religion, gouvernement, politique... ; Réflexions sur le bien et le mal que la découverte du Nouveau-Monde a fait à l'Europe.
  - Tome V. Atlas de toutes les parties connues du globe terrestre.
- Arrest de la cour de Parlement, qui condamne un imprimé , en 10 vol. in-8°, ayant pour titre : Histoire philosophique & politique des etablissemens & du commerce des Européens dans les deux Indes, par Guillaume-Thomas Raynal ; à Genève, chez Jean-Léonard Pellet, imprimeur de la ville et de l'Académie, M. DCC. LXXX, à être lacéré & brûlé par l'exécuteur de la Haute-Justice, mai 1781, 14 pages. Lire en ligne.
- Censure de la faculté de théologie de Paris contre un livre qui a pour titre : Histoire philosophique et politique, etc., Paris, Clousier, 1781. Lire en ligne.
- Abbé Raynal, Réponse a la censure de la faculté de théologie de Paris ; Contre l'histoire philosophique et politique du établissements et du commerce des Européens dans les deux Indes, Londres, 1782. Lire en ligne
- 1820-1821 : Histoire philosophique et politique des établissemens et du commerce des Européens dans les deux Indes , par G.-T. Raynal. Nouvelle édition, précédée d'une notice biographique et de considérations sur les écrits de Raynal, par M. A. Jay, et terminée par un volume supplémentaire contenant la situation actuelle des colonies, par M. Peuchet, Costes, 1820-1821, 12 volumes.

### Autres éditions
On a relevé une vingtaine d'éditions de l'ouvrage entre 1781 et 1787, une quarantaine de contrefaçons et l'édition de chapitres isolés, autant de témoins de l'immense succès de l'ouvrage.
- Traduction anglaise de 1798 : A philosophical and political history of the settlements and trade of the Europeans in the East and West Indies. Lire en ligne

### Analyses
- 1775 : François Bernard, Analyse de l'Histoire philosophique et politique des établissemens & du commerce des Européens dans les deux Indes, Leyde, J. Murray. 1775. Lire en ligne
- 1783 : Recueil de diverses pièces, servant de supplément à l'Histoire philosophique et politique des établissemens et du commerce des Européens dans les deux Indes, Genève, Jean-Léonard Pellet, 1783. Lire en ligne.
- 1783 : Lettre adressée à l'abbé Raynal sur les affaires de l'Amérique septentrionale, où l'on relève les erreurs dans lesquelles cet auteur est tombé, traduite de l'anglais de M. Thomas Payne, sans lieu, 1783. Lire en ligne
- 1785 : Lettres critiques et politiques, sur les colonies & le commerce des villes maritimes de France, adressées à G. T. Raynal. Par M.***, Genève, 1785. Lire en ligne

### Extraits
- 1781 : Révolution de l'Amérique, par M. l'abbé Raynal, Londres, Lockyer Davis, 1781. Lire en ligne.
- 1781 : Tableau et révolutions des colonies anglaises dans l'Amérique septentrionale, par Guillaume-Thomas Raynal, Amsterdam, chez la Compagnie des libraires, 1781. Tome I. Tome II.

- 1782 : Jean-Baptiste Hédouin, Esprit et génie de M. l'abbé Raynal, tiré de ses ouvrages, Genève, Jean-Léonard, 1782. Lire en ligne
- 1821 : Le Raynal de la jeunesse, ou Précis de l'histoire intéressante des établissements des Européens dans les deux Indes ; avec la description des principales productions du Nouveau Monde ; l'histoire physique et curieuse de ses animaux, et les usages et les mœurs de ses habitants, abrégé et rédigé d'après l'abbé Raynal, par P.-J.-B. Nougaret, Librairie d'éducation d'Alexis Eymery, 1821. Lire en ligne
- Jacques Peuchet, Histoire philosophique et politique des établissements et du commerce des Européens dans l'Afrique, ouvrage posthume de G.-T. Raynal. Augmenté d'un aperçu de l'état actuel de ces établissements et du commerce qu'y font les Européens, notamment avec les puissances barbaresques et la Grèce moderne, Costes, 1826. Tome I. Tome II.

### Rééditions
- 2006 : Histoire philosophique et politique des établissements et du commerce des Européens dans les deux Indes, 5 vol., Paris, Bibliothèque des introuvables, 2006  (ISBN 978-2-84575-194-1).
- 2010-2020 : Histoire philosophique et politique des établissements et du commerce des Européens dans les deux Indes, 5 vol. dont un volume d'atlas, Ferney-Voltaire, Centre international d'étude du XVIIIe siècle. Présentation en ligne

### Ouvrages
- Antonella Alimento (dir.) et Gianluigi Goggi (dir.), Autour de l'abbé Raynal : genèse et enjeux politiques de l'Histoire des deux Indes, Ferney-Voltaire, Centre international d'étude du XVIIIe siècle, 2018 (ISBN 978-2-84559-126-4) (Extraits en ligne)
- (fr + en) Cecil P. Courtney (dir.) et Jenny Mander (dir.), Raynal’s ‘Histoire des deux Indes’ : colonialism, networks and global exchange, Oxford, coll. « Oxford University Studies in the Enlightenment » (no 10), 2015 (présentation en ligne)
- Cecil Patrick Courtney (dir.), Bibliographie des éditions de Guillaume-Thomas Raynal 1747-1843, Paris, Honoré Champion, 2021 (ISBN 9782745355720)
- Michèle Duchet, Diderot et l'Histoire des deux Indes, ou l'écriture fragmentaire, Paris, Nizet, 1978
- Gabriel Esquer, L'Anticolonialisme au XVIIIe siècle : Histoire philosophique et politique des établissements et du commerce des Européens dans les deux Indes, Paris, Presses universitaires de France, 1951
- Anatole Feugère, Bibliographie critique de l'abbé Raynal, Angoulème, Imprimerie ouvrière, 1922 (lire en ligne)
- Pierino Gallo, Histoire des deux Indes : Raynal et ses doubles, Brill Rodopi, 2022
- Hans-Jürgen Lüsebrink et Manfred Tietz, Lectures de Raynal : l'Histoire des deux Indes en Europe et en Amérique au XVIIIe siècle, Oxford, Voltaire Foundation, 1991
- Hans-Jürgen Lüsebrink et Anthony Strugnell, L'Histoire des deux Indes : réécriture et polygraphie, Oxford, Voltaire Foundation, coll. « Studies on Voltaire and the eighteenth century » (no 333), 1995
- Thomas Paine, Remarques sur les erreurs de l'Histoire philosophique et politique de Mr Guillaume Thomas Raynal, par rapport aux affaires de l'Amérique septentrionale, etc., Amsterdam, 1783 (lire en ligne)
- Hans Wolpe, Raynal et sa machine de guerre ; l'Histoire des deux Indes et ses perfectionnements,, Stanford, Stanford University Press, 1957[40]

### Articles
- Gilles Bancarel, « L’Histoire des deux Indes ou la découverte de la mondialisation », HIN, vol. XII, no 22,‎ 2011 (lire en ligne)
- Yves Benot, « Deleyre, de l'Histoire des voyages (t. XIX) à l'Histoire des Deux Indes », Dix-huitième siècle, no 25,‎ 1993 (lire en ligne)
- Yves Benot, « L'esclavagisme dans la 4e édition de l'Histoire des deux Indes (1820-1821) », Dix-Huitième Siècle, no 28,‎ 1996 (lire en ligne)
- Yves Benot, « Diderot, Pechmeja, Raynal et l'anticolonialisme », TAP / HIST Contemporaine,‎ 2005 (lire en ligne )
- Yves Benot, « Diderot-Raynal : l'impossible divorce », TAP / HIST Contemporaine,‎ 2005 (lire en ligne )
- Jean-Pierre Berthe, « Raynal et sa machine de guerre. L'Histoire des Deux Indes et ses perfectionnements, par Hans Wolpe. [compte-rendu] », Revista de Historia de América, no 46,‎ 1958 (lire en ligne)
- Carminella Biondi, « L’apport antiesclavagiste de Pechméja et de Diderot à l’Histoire des deux Indes », Outre-Mers, nos 386-387,‎ 2015 (lire en ligne)
- Muriel Brot, « Les dictionnaires de l'Histoire des deux Indes », Dix-huitième siècle, no 38,‎ 2006 (lire en ligne)
- Muriel Brot, « Écrire et éditer une histoire philosophique et politique : l’Histoire des deux Indes de l’abbé Raynal (1770-1780) », Outre-Mers, nos 386-387,‎ 2015 (lire en ligne)
- Muriel Brot, « Origines des fables et fables des origines dans l’Histoire des deux Indes. Diderot dialoguant avec Fontenelle et Voltaire », Revue française d'histoire des idées politiques, vol. 2020/2, no 52,‎ 2020 (lire en ligne)
- C. P. Courtney, « Antoine-Laurent de Jussieu , collaborateur de l'abbé Raynal: Documents inédits », Revue d'Histoire littéraire de la France, vol. 63, no 2,‎ 1963 (lire en ligne)
- M. Duchet, « Le Supplément au Voyage de Bougainville et la collaboration de Diderot à L'Histoire des deux Indes », Cahiers de l'AIEF, no 13,‎ 1961 (lire en ligne)
- Anatole Feugère, « Raynal, Diderot et quelques autres “historiens des deux Indes” », Revue d'Histoire littéraire de la France,‎ 1913 et 1915. Première partie, n° 20, 1913. (lire en ligne). Deuxième partie, n° 22, 1915. (lire en ligne)
- Anatole Feugère, « L'Art d'utiliser les hommes : Raynal et ses collaborateurs », dans Un précurseur de la révolution : l'abbé Raynal, Genève, Slatkine Reprints, 1970 (ISBN 0120123592, lire en ligne)
- Pierino Gallo, « Une source « philosophique » de l’Histoire des deux Indes (1780) : Les Incas de Jean-François Marmontel », Dix-huitième siècle, vol. 2017/1, no 49,‎ 2017 (lire en ligne)
- Gianluigi Goggi, « Les contrats pour la troisième édition de l'Histoire des Deux-Indes », Dix-Huitième Siècle, no 16,‎ 1984 (lire en ligne)
- Gianluigi Goggi, « La collaboration de Diderot à l'Histoire des deux Indes : l'édition de ses contributions », Diderot Studies, vol. 33,‎ 2013 (lire en ligne)
- Mira Kamdar, « La fable de l’Inde : Diderot et le paradoxe sur l’Histoire des deux Indes », dans Marie Fourcade et Ines G. Županov, L'Inde des Lumières, Discours, histoire, savoirs (XVIIe – XIXe siècle), Paris, Éditions de l’École des hautes études en sciences sociales, 2013 (lire en ligne)
- (en) Nicolas Kwiatkowski, « The Histoire des Deux Indes : Reception, Historiography, Enlightenment », Historia da historiografia, vol. 17,‎ 2024 (lire en ligne)
- Hans-Jürgen Lüsebrink, « L'Histoire des Deux Indes et ses extraits : un mode de dispersion textuelle au XVIIIe siècle », Littérature, no 69,‎ 1988 (lire en ligne)
- Roger Mercier, « L'Amérique et les Américains dans l'Histoire des deux Indes de l'abbé Raynal », Outre-Mers. Revue d'histoire, no 240,‎ 1978 (lire en ligne)
- François Moureau, « L'abbé Raynal et la fabrication d'un best-seller : de l'agent d'influence à l'apôtre », Dix-huitième siècle, no 43,‎ 2011 (lire en ligne)
- (en) Reinier Salverda, « On reading the Histoire des deux Indes (1780) by Raynal and Diderot : exploring tensions between European expansion and Enlightenment values. », Diciottesimo Secolo, vol. 7,‎ 2022 (lire en ligne)

## Liens